# 布
布（ぬの）とは
- 織物の総称[1]。織ったもののこと。古くは、（絹（絹織物）と対比して）麻・葛 (くず) などで織ったものを「布」と言っていたが、のちに木綿も含めた[1]。
- （広く）繊維類を薄く加工したもの。（織物に限らず、メリヤス生地やレース（編み物の類）、フェルト、不織布まで含めた概念）

## 歴史
布がいつ頃生まれたのか、様々な観点から推測されている。布を住処とするようになったアタマジラミから変異したコロモジラミの年代を調べることで、服は7万年前に着用されるようになったと考えられている。
中国では2200年前の西周にはすでに簡単な織り機が生まれていたとされ、これを使って布が作られた。前漢の馬王堆王墓（湖南省）からも布や、特に布に書かれた書物である帛書が出土しており、現地で展示されている。
古代中国では税として納めるものとして布を扱ってきた。
貴重な材質の布は、一種の貨幣としても流通した。
日本でも飛鳥時代の『大宝律令』において租庸調が定められ、調として布を納めた。（この制度は、調布市の地名の由来ともなっている。）当時の日本では絹は別格のものとされていたため、布の概念には含まれておらず、『大宝律令』でも絹と布は分けて書かれている。また、毛織物や木綿も当時の日本では生産されていなかった。従って当時の「布」は麻・苧・葛・藤・楮などで作られたものだけを指していた。
宋代の中国では、各種の綿糸加工器具や織り機が改良され、綿布の加工技術が向上した。特に烏泥涇鎮（現上海市）の黄道婆は紡ぎ車などを改良して高度な織物を織ったと伝えられ、「棉聖」とも称される。
江戸時代、琉球王国では人頭税として宮古上布を納めていた。
なお日本では、成長の速い大麻草が各地で栽培され、その繊維を用いた「大麻布（たいまふ）」が広く大量に用いられ、生活にも様々な産業にも役立てられていた。第二次世界大戦で日本が敗戦すると、日本を占領した米国が置いたGHQは、日本の軍事力を削ぐために大麻の栽培を一切禁止した。[要出典]しかしながら、日本では、大麻繊維は神社の「しめ縄」などにも用いられ日本の伝統文化の存続にも関わるため、日本政府は大麻繊維の生産が許可されるべく交渉した。薬物としての大麻流通のみを禁止し、許可された業者のみに大麻栽培とその繊維製造を認める制度を成立させることで大麻草の栽培と大麻繊維の生産を存続させた。だが、大麻に対するイメージは悪化、需要が減少、大麻の栽培業者は減少の一途をたどった。現在日本で大麻栽培を行い繊維製造を行っているのはわずか10人程度にすぎない。今では大麻布もほそぼそと作られているにすぎない。
現在は繊維の材質に関わらず布と呼ぶ。

## 製造
布は糸から作られる。
（布を作るにはまず糸を用意する必要がある。糸を作るには紡ぐということが行われる。古くは、一軒の家の中で糸を紡ぐ作業も行い織る作業も行う、ということは多かったが、次第に分業化が進み、紡績業者と織物製造業者が分かれることが増えた。だが現在でも、紡績施設と織物工場を併設して一貫して行っている業者もいる。また織物を、「織り物作家」（アーティスト）として行う人や、趣味で行う人の中には、ひとりで様々な植物繊維（や羊毛など）を「紡ぐ」段階から行い、それを自分の手で織っている人もいる。）
糸を縦横に組み合わせてゆくことを織るという。織るための機械を「はた」（機）という。これを使って布を作ることを「はたおり」「機織り」と言う。

## 分類

### 織物組織

#### 織り方による分類
- 平織
- 綾織（ツイル）
- 朱子織
- ワッフル織
- タオル地
- パイル
- ビロード
- ベッチン
- ベルベット
- ベロア

#### 素材による分類
- 晒（さらし）
- ガス木綿
- 新モス
- モスリン
- リネン
- リネンダマスク

#### 特徴・用途による分類

##### 薄手
- ボイル
- 斜文織
- 楊柳（ようりゅう、サッカー）
- オーガンジー
- ガーゼ
  - ダブルガーゼ
- ゴーズ
- ギンガム
- クレープ
- サテン
- シーチング
- シフォン
- シャンタン
- ジョーゼット
- ブロード
- ボイル
- 寒冷紗

##### 厚手
- キャラコ
- コーデュロイ（コール天）
- スエード
- ストレッチブロード
- デニム
- フランネル（ネル）
- 帆布
- ラシャ
- ドスキン
- ツイード

#### 和服用の織物

##### 素材による分類
- 上布
- 紬
- 綿ちぢみ
- ウール
  - セル
  - メリンス（本モス）
  - モスリン（モス）
- 人絹（レーヨン、スフ）

##### 織り方による分類
- 羽二重
- ちりめん（縮緬）
- 本しゅす
- 綸子
- 緞子
- 絽
- 紗
- 羅

##### 特徴・用途による分類
- お召
- 黄八丈
- 塩瀬
- 西陣
- 富士絹
- 銘仙
- 唐桟
- 浴衣地

### 編物組織（ニット）
- 緯編（よこあみ）
  - 基本組織
    - 平編み（天竺編み:てんじくあみ）
      - ストレッチ天竺
      - ベア天竺

    - ゴム編み（リブ編み）
      - フライス編み

    - パール編み（ガーター編み）

  - 応用組織
    - 両面編み
      - スムース編み

    - 鹿の子編み
    - テレコ
    - ジャカード
- 経編（たてあみ）
  - チュール布
  - ラッシェル
  - トリコット
  - パワーネット

### その他
- フェルト
- 不織布
- コア・ヤーン
- シャンブレー
- ストレッチ
- スラブ
- リップル
- フリース

## 原糸
- 天然繊維
  - 木綿 - 綿織物
  - 絹
  - 麻
  - モヘヤ
  - ウール
  - カシミア
- 再生繊維
  - アセテート
  - キュプラ
  - レーヨン
  - 再生ポリエステル
- 合成繊維
  - ナイロン
  - ポリウレタン
  - ポリエステル
  - フィストップ

## 一枚布のまとい方
古代ギリシア、古代ローマなどでは、長い一枚布を身体にまきつけて上着としていた。肩付近で「結び」をつくったり金具でとめたり、腰のあたりに紐を巻きつけたり革ベルトをして絞ったりして身体にあわせて形を整える方法がとられた。

## 比喩
- 「布」という言葉は、平らであることを表す建築用語として使われる。
- 中国語圏では、じゃんけんの「パー」を「布」と呼ぶ[6]。「グー」と「チョキ」は「石頭」と「剪刀」で、パーのみが日本や英語圏の「紙」と意味が異なる。